# Plaxiphora obtecta
Plaxiphora obtecta är en blötdjursart som beskrevs av Carpenter in Pilsbry 1893. Plaxiphora obtecta ingår i släktet Plaxiphora och familjen Mopaliidae. Inga underarter finns listade i Catalogue of Life.